# エネルゴン
エネルゴン (Energon) とは、株式会社タカラ（現タカラトミー）より発売されている変形ロボット玩具シリーズ『トランスフォーマー(THE TRANSFORMERS)』に登場する架空の物質。英語ではエナージョンと発音される。

## 概要
エネルゴンは、エネルギー資源を精製して得られる、「純エネルギー体」とも言える物質である。原料となるエネルギー資源に特に制限はないようで、原油や石炭、発電所から出力される電流など、幅広く原料として利用できる。また、ルビーのような地球人類の目からは「どうやったらそれがエネルギーになるのか?」と思われるような物も原料となる（ただしこれは「最高のエネルギー」と言われ、架空の鉱物の様子）。トランスフォーマーたちは、このエネルゴンを、機械類の動力源として利用する。この「機械類」には、トランスフォーマー自身の肉体も含まれ、彼らは主食としてエネルゴンを摂取する。なお、『2010』第7話「スタースクリームの幽霊／Starscream's ghost」では宇宙のパーキングエリアでサンドストームとオクトーンが調理されたエネルゴンを注文している。
初代『トランスフォーマー』第25話「ミクロの決死隊／Microbots」にて、祝杯と称してエネルゴンを飲むデストロンたちが酔っ払っていること、そして、『ザ☆ヘッドマスターズ』第11話「影の大帝スコルポノック」に「エネルゴンワイン」なる飲み物が登場していることから、エネルゴンを加工することで、地球人でいうアルコール飲料のようなものも作成できることがわかる。

## エネルゴンキューブ
エネルゴンの貯蔵方法として、エネルゴンキューブ(Energon cubes)に変換するというものがある。これはエネルゴンを凝縮、高密度化しパッケージに収めたもので、エネルゴン「キューブ」の名に反して直方体のものもある。大きさは、大型の備蓄用のものから、携帯食となる小型のものまでさまざまな形状のものがある。このエネルゴンキューブの製造技術は、元々はデストロン固有のものであったようだが、ユニクロン戦争時にはサイバトロンもこの技術を手に入れていたようである。
エネルゴンキューブの製造法は、初代『トランスフォーマー』では、次のような方法であった。
1. エネルギーを詰める型枠を用意する。この型枠は、サウンドウェーブが胸から出現させている。
2. 上から原油を注ぎこむ、両端に電流を流すなどして、型枠にエネルギー資源を充填する。充填されたエネルギー資源は型枠内でエネルゴンとなり、紫色の液体状になる。
3. エネルギー資源を充填した型枠を圧迫し、エネルゴンを凝縮する。このとき型枠は潰れ、エネルゴンが光り輝く。しばらくすると光は消え、エネルゴンキューブは紫色に戻る。

エネルゴンキューブ内で、エネルゴンは液状になっている場合と固体となっている場合がある。携帯食となる小型のものは後者のようで、『ザ・ムービー』で小型のエネルゴンキューブをかじる描写がある。
完成したエネルゴンキューブは火気に対し敏感であり、発生する炎は小さいものの、炎上しやすい。劇中では、せっかくエネルギーを奪い完成させたエネルゴンキューブが戦闘により被弾、燃え上がり、苦労が水の泡となるシーンも見られる。
『2010』第6話「メトロフレックスVSダイナザウラー」でオクトーンが簒奪のため力をつけようと開発、ダイナザウラーと共に食したエネルゴンは密度を高めていると思しく通常サイズ1個の製造に原油が1千バレル必要。

## 初代以外のシリーズでのエネルゴン
ビーストウォーズ 超生命体トランスフォーマー
太古の地球である惑星エネルゴアにおいて、「エネルゴンクリスタル」と呼ばれる物質が発掘される。
それが発するエネルギーは強力すぎることからトランスフォーマーのボディにダメージを与えてしまう。それを避けるため、トランスフォーマーは現地の野生動物たちをスキャンし、船外ではビーストモードをメインに活動するようになった。
エネルゴンクリスタルには埋まっている土地を潤す肥料のような効果があり、一定の期間を得ることで安定したエネルゴンキューブに変質する。
トランスフォーマー スーパーリンク
海外版タイトルが「Energon」であるように、この作品ではエネルゴンが物語の鍵を握っている。
エネルゴン原石は様々な星の地中に埋蔵されており、原石の状態では通常のTFには扱えず（触れると感電のようなことが起こる）、代わりにオムニコンとテラーコンという種族がエネルゴン原石をそれぞれサイバトロン用、デストロン用のエネルゴンに精製する能力を持っている。
また、セイバートロン星の地下深くにはスーパーエネルゴンが存在し、通常のものとは違い、青い液状のものとなっている。さらに浸かることで、強大な力を得ることが可能。
サイバトロン用エネルゴンはデストロンとテラーコンに、デストロン用はサイバトロンとオムニコンに有害という特性であり、そのことを利用したエネルゴングリッドという兵器も存在する。
トランスフォーマー アニメイテッド
本編以前の前大戦において使われていたエネルギーとして登場。廃棄されたディセプティコン戦艦に残されていた「デストロニウム」と呼ばれるものは非常に不安定で、大きなショックで大爆発を起こしている。
トランスフォーマー プライム
元はサイバトロン星におけるエネルギー源であったが、長きにわたる戦争で枯渇してしまったとされている。さらにディセプティコンの悪用を防ぐため宇宙各地にばらまかれており、地球にもこのエネルゴンの鉱脈が眠っている。本作品ではいくつかのバリエーションが登場している。
ダークエネルゴン / DarkEnergon
ユニクロンの血液の結晶と言われる、エネルゴンに似た紫色の結晶。死者に打てば怪物テラーコンとして蘇らせ、生者に打てばそれに対する支配権を与える。ただし機械に使用すると怪物として自我に目覚めさせるなど、効能については未知の部分が多く、多用し続けると逆にユニクロンからの干渉を受けるようになってしまうなどの副作用がある。
合成エネルゴン / Synthetic Energon
過去のオートボットが開発していた、人工的に合成できる緑色のエネルゴン。発掘したデータシリンダーからラチェットが再現を試みて服用し、彼に身体能力の向上などをもたらしたが、データが不完全だったのか人格を粗暴に豹変させてしまうなどの副作用も現れたため以後は使用しなくなった。なおその体液からディセプティコンのメディックノックアウト / Knockoutもこれを入手している。
毒エネルゴン / Tox-En
戦争中に開発された、毒性のある緑色のエネルゴン。戦争中は多くの者がこれで死亡したとされており、バルクヘッドは持ち歩いていただけで衰弱し、グレネードで破裂した破片の直撃を受けたインセクティコンが即死してしまうほどの強い毒性を持つ。
レッドエネルゴン / Red Energon
結晶状の赤いエネルゴン。不安定な物質だが精製することが出来ればより純度の高いエネルギーを得ることができ、作中でこれを服用したスタースクリームは、短時間とはいえ音速とも言える速度を手に入れている。

実写映画
（以下、映画続編の前日談の一つ『Defiance』の最終号より）。
オールスパークの宿っていたキューブ状の物体がエネルゴン・キューブにあたる。第1作の時点ではオールスパークはエネルゴン・キューブを器として宿っていたわけである。
エネルゴン・キューブの精製は、恒星を破壊しその総てのエネルギーを吸収しておこなうが、その対象となる恒星に「地球型の惑星」が存在することが絶対条件となっており、オールスパークは的確にその条件を備えた恒星を選ぶ。
かつての古代プライムたちは、オールスパークの選んだ恒星に属する「地球型の惑星」に降り立ち、エネルゴン・キューブ精製のための装置を建造して精製を担当するのだが、プライムの絶対のルールとして｛その「地球型の惑星」に「一定の基準の生命体」の存在が確認された場合は、彼らの存在を尊重しエネルゴン・キューブ精製のための恒星破壊はおこなわない｝ことになっている。
精製されたエネルゴン・キューブは通常は元あるエネルゴン・キューブに継ぎ足して保存される（キューブが地球に落着した理由はその保存行為が精製装置を使っておこなわれるため、装置の設置された「地球型の惑星」に向かうため）。

## その他のエネルギー
オールスパーク

超魂パワー
『トランスフォーマー 超神マスターフォース』のゴッドマスターの持つエネルギー。宇宙や大気などのエネルギーの総称である天超魂、地球等の惑星エネルギーの総称である地超魂、有機体生命の持つエネルギーの総称でもある人超魂という3つのエネルギーによって超パワー、超回復能力を有する。3つのバランスが一つでも欠けるとその強大なパワーを制御するのが難しく、人間を捨てたハイドラー兄弟やゴッドマスターでなくなった新生マスター戦士たちは以前より弱体化してしまうという欠点を持っている。
ゾディアック
『トランスフォーマーZ』および『戦え!超ロボット生命体トランスフォーマー ザ☆バトルスターズ』に登場するコンボイをスターコンボイへと復活進化させた超新星エネルギー。エネルギー量が膨大すぎて今までのボディでは耐え切れないため扱う者はシティコマンダー並みの体躯とならざるを得ない。
アンゴルモアエネルギー
『ビーストウォーズII 超生命体トランスフォーマー』においては、惑星ガイアに存在するエネルギー。『超生命体トランスフォーマー ビーストウォーズネオ』においてアンゴルモアカプセルとして宇宙中に飛び散った。実はユニクロンから抜き取られたエネルギーであったことが判明している。
クォンタムサージ
『超生命体トランスフォーマー ビーストウォーズメタルス』でエイリアンマシンの爆発により発生したエネルギー波で、この影響でビースト戦士たちのメタルス化とフューザー戦士が誕生している。
ガイアパワー
『トランスフォーマー カーロボット』において、ブレイブマキシマスの守る謎の超エネルギー。劇中での明言こそ無いが『トランスフォーマー 超神マスターフォース』の地超魂や『ビーストウォーズII 超生命体トランスフォーマー』のアンゴルモアエネルギーのような物で、ブレイブマキシマスはそれを貯める一時プールの役目を担っていた。
フォースチップ（サイバーキー） / Cyber Key（Force Chip）
『トランスフォーマー ギャラクシーフォース』において登場するエネルギーチップ。イグニッション（挿入）することによって隠された能力を発揮する。所属する陣営や役目によって与えられる封印解放用の派生と思われるキーが複数存在する。第6話でのファストエイドの分析によるとデザインはある程度の分類があり、用いるトランスフォーマーに強く影響を与えた星のデザインになるらしい。
フォースチップのデザイン
セイバートロン星
フォースチップの形状と色は、所属軍によって違う。
サイバトロンの場合はサイバトロンのエンブレムと白い枠に囲まれており、ギャラクシーコンボイのみ青と金の枠で、マトリクスをモチーフにしている形状になっている。
デストロンの場合はデストロンのエンブレムと白い枠に囲まれており、マスターメガトロンのみ灰色の枠で、強化後のマスターガルバトロン（漫画版では未登場）はアニメ版ではそのままだったが、玩具ではクリアオレンジになった。
ベクタープライム
歯車をモチーフにしたデザインとなり、色は水色で、プラネットフォースを象徴する惑星のエンブレムが5つ入っている。
地球
太陽と月（日食）を思わせるデザインで、色は青で、ライブコンボイのみ枠が金。
惑星スピーディア
速度計を思わせるデザインで、色は赤で、ニトロコンボイのみ枠が金。
惑星アニマトロス
牙と爪と爬虫類の皮膚を思わせるデザインで、色は緑で、フレイムコンボイのみ枠が金。
惑星ギガロニア
歯車を思わせるデザインで、色は紫で、メガロコンボイのみ枠が金。
プラネットX（エックス）
デストロンのエンブレムがデザインされ、色はクリアオレンジ。
所持者
本編で使用した者を中心に記す。
サイバトロン
セイバートロン星
ギャラクシーコンボイ（ライガーコンボイはアニマトロスのフォースチップ、ソニックコンボイはセイバートロン星のフォースチップをセット）、ドレッドロック、ジャックショット（ライガージャックはアニマトロスに変化）、バンガードチーム（エクシゲイザー、バックギルド、ファストガンナー）、ソニックボンバー
地球
ライブコンボイ、ガードシェル（漫画版では未使用）、バックパック（バックギルドはセイバートロン星に変化）、ファストエイド（ファストガンナーはセイバートロン星に変化）、オートボルト（漫画版では未使用）、デモリッシャー（漫画版では未使用）、ロードストーム（漫画版では未登場）
惑星スピーディア
ニトロコンボイ、エクシリオン（エクシゲイザーはセイバートロン星に変化）、オートランダー、スキッズ、インチアップ（漫画版では未登場）
惑星アニマトロス
フレイムコンボイ、ライガージャック、ファングウルフ、サイドス、ダイノシャウト、テラシェーバー
惑星ギガロニア
メガロコンボイ（漫画版では未使用）、ブレンダル（漫画版では未登場）、モールダイブ（漫画版では未登場）
デストロン
セイバートロン星
スタースクリーム
地球
サンダークラッカー、クロミア（漫画版では未登場）
惑星スピーディア
鼻つまみコンビ（ガスケット、ランドバレット（後にアームバレット（漫画版では未登場）に強化））
プラネットX（エックス）
ノイズメイズ（漫画版では未使用）

プラネットフォース（サイバープラネットキー） / Cyber Planet Key（Planet Force）
同じく『ギャラクシーフォース』においてプライマスによって作られたグランドブラックホールをも消滅させるともいわれるエネルギー。
第19話でスピーディアのプラネットフォース（プラネットカップのトロフィーの中に隠されていた）を、第22話でアニマトロスのプラネットフォース（玉座に隠されていた）入手し、第26話で地球のプラネットフォースを発見したが、スタースクリームに3つのプラネットフォースを強奪されてしまい、第30話で放置していたところをベクタープライムが奪還し、第32話で3つのプラネットフォースがチップスクエアに集まることで、プライマスが復活した。ただし、キーにプールされているエネルギー量は決められているのか、スタースクリーム（後のスーパースタースクリーム）がプライマス起動用のキーを悪用した結果、プライマスが起動不全に陥る現象も見られた。その後、第46話ではギガロニアのプラネットフォースを入手し、続く第47話で4つのプラネットフォースが集まり、グランドブラックホールを食い止めているプライマスの元へ行こうとしたが、マスターガルバトロン（マスターメガトロンの強化形態）にも強奪されてしまい、第49話でギガロニアのプラネットフォースの力でグランドブラックホールを拡大されてしまい、続く第50話で新デストロン軍（サンダークラッカー、鼻つまみコンビ（ガスケット、アームバレット（ランドバレットの強化形態））、クロミア）を巨大化させ、その力を悪用し、自分も巨大化させ、グランドブラックホールの中に入れて消滅させようとしたが、各惑星のコンボイが奪還し、その際に自分と新デストロン軍（サンダークラッカー、鼻つまみコンビ（ガスケット、アームバレット（ランドバレットの強化形態））、クロミア）の巨大化が解けてしまい、大きさが元に戻った。
ソリタリュウム
『ロボットマスターズ』で登場するエネルギー鉱石。